# Фермаунт (Њујорк)
Фермаунт (енгл. Fairmount) насељено је место без административног статуса у америчкој савезној држави Њујорк.

## Демографија
По попису из 2010. године број становника је 10.224, што је 571 (-5,3%) становника мање него 2000. године.
| Група             | 2000.          | 2010.         |
| Белци             | 10.259 (95,0%) | 9.404 (92,0%) |
| Афроамериканци    | 139 (1,3%)     | 229 (2,2%)    |
| Азијати           | 146 (1,4%)     | 170 (1,7%)    |
| Хиспаноамериканци | 115 (1,1%)     | 209 (2,0%)    |
| Укупно            | 10.795         | 10.224        |